# Пол Біссоннет
Пол Біссоннет (англ. Paul Bissonnette; нар. 11 березня 1985, Велланд) — канадський хокеїст, що грав на позиції крайнього нападника.

## Ігрова кар'єра
Хокейну кар'єру розпочав 2001 року виступами за юніорську команду «Норт-Бей Сентенніелс» (ОХЛ), наступного року вони змінила прописку та назву на «Сагіно Спіріт». З другої половини сезону 2004–05 років Пол захищав кольори клубу «Оуен-Саунд Аттак».
2003 року був обраний на драфті НХЛ під 121-м загальним номером командою «Піттсбург Пінгвінс». Уклавши контракт з «пінгвінами» Біссоннет три сезони відіграв за нижчолігові команди «Вілінг Нейлерс» (ХЛСУ) та «Віклс-Беррі/Скрентон Пінгвінс» (АХЛ). У сезоні 2008–09	Пол дебютував у складі «Пінгвінс», провівши в регулярному чемпіонаті 15 матчів, після чого знову повернувся до клубу «Віклс-Беррі/Скрентон Пінгвінс», де в одному з матчів отримав пошкодження лівої руки.
Влітку 2009 року Пол перейшов до клубу «Фінікс Койотс». 12 листопада він закинув свою першу шайбу в ігровій кар'єрі НХЛ.
5 жовтня 2011 року Біссоннет підписав дворічний контракт з «Койотс».
1 листопада 2012 року канадець на час локауту в НХЛ уклав контракт з британським клубом «Кардіфф Девілс».
16 вересня 2014 року Пол прийняв пропозицію команди «Сент-Луїс Блюз» щодо участі в тренувальному зборі, з якого гравець був відрахований 4 жовтня. У жовтні того ж року повернувся до команди «Кардіфф Девілс» в очікуванні пропозицій від клубів НХЛ. Зрештою він погодився на пропозицію клубу АХЛ «Портленд Пайретс».
Останні два сезони своєї ігрової кар'єри він також провів у командах АХЛ «Манчестер Монаркс» та «Онтаріо Рейн».
Загалом провів 206 матчів у НХЛ, включаючи 4 гри плей-оф Кубка Стенлі.
Був гравцем юніорської збірної Канади, в складі якої здобув золото на чемапіонаті світу 2003 року.

## Нагороди та досягнення
- Володар Кубка Колдера в складі «Манчестер Монаркс» — 2015.[11]

## Післяігрова кар'єра
З червня 2017 року працював як кольоровий коментатор на хокейних матчах. 7 вересня Пол офіційно підтвердив про завершення ігрової кар'єри.
У 2021 році компанія TNT Sports оголосила, що Біссоннет приєднається до компанії як аналітик перед грою, під час перерви разом із Вейном Грецкі, Енсоном Картером та Рікі Токкетом.

## Статистика

### Клубні виступи
| Сезон        | Клуб                            | Ліга         | Регулярний сезон | Регулярний сезон | Регулярний сезон | Регулярний сезон | Регулярний сезон | Плей-оф | Плей-оф | Плей-оф | Плей-оф | Плей-оф |
| Сезон        | Клуб                            | Ліга         | І                | Г                | П                | О                | ШХ               | І       | Г       | П       | О       | ШХ      |
| ------------ | ------------------------------- | ------------ | ---------------- | ---------------- | ---------------- | ---------------- | ---------------- | ------- | ------- | ------- | ------- | ------- |
| 2001–02      | «Норт-Бей Сентенніелс»          | ОХЛ          | 57               | 3                | 3                | 6                | 21               | 5       | 0       | 0       | 0       | 2       |
| 2002–03      | «Сагіно Спіріт»                 | ОХЛ          | 67               | 7                | 16               | 23               | 57               | —       | —       | —       | —       | —       |
| 2003–04      | «Сагіно Спіріт»                 | ОХЛ          | 67               | 5                | 14               | 19               | 96               | —       | —       | —       | —       | —       |
| 2004–05      | «Сагіно Спіріт»                 | ОХЛ          | 28               | 1                | 6                | 7                | 46               | —       | —       | —       | —       | —       |
| 2004–05      | «Оуен-Саунд Аттак»              | ОХЛ          | 35               | 2                | 11               | 13               | 46               | 8       | 1       | 3       | 4       | 2       |
| 2005–06      | «Вілінг Нейлерс»                | ХЛСУ         | 14               | 3                | 7                | 10               | 4                | —       | —       | —       | —       | —       |
| 2005–06      | «Віклс-Беррі/Скрентон Пінгвінс» | АХЛ          | 55               | 1                | 5                | 6                | 60               | 11      | 0       | 1       | 1       | 4       |
| 2006–07      | «Віклс-Беррі/Скрентон Пінгвінс» | АХЛ          | 3                | 0                | 0                | 0                | 0                | —       | —       | —       | —       | —       |
| 2006–07      | «Вілінг Нейлерс»                | ХЛСУ         | 65               | 10               | 32               | 42               | 115              | —       | —       | —       | —       | —       |
| 2007–08      | «Вілінг Нейлерс»                | ХЛСУ         | 22               | 3                | 14               | 17               | 43               | —       | —       | —       | —       | —       |
| 2007–08      | «Віклс-Беррі/Скрентон Пінгвінс» | АХЛ          | 46               | 3                | 5                | 8                | 145              | 7       | 0       | 0       | 0       | 11      |
| 2008–09      | «Піттсбург Пінгвінс»            | НХЛ          | 15               | 0                | 1                | 1                | 22               | —       | —       | —       | —       | —       |
| 2008–09      | «Віклс-Беррі/Скрентон Пінгвінс» | АХЛ          | 57               | 9                | 7                | 16               | 176              | 8       | 0       | 2       | 2       | 9       |
| 2009–10      | «Фінікс Койотс»                 | НХЛ          | 41               | 3                | 2                | 5                | 117              | —       | —       | —       | —       | —       |
| 2010–11      | «Фінікс Койотс»                 | НХЛ          | 48               | 1                | 0                | 1                | 71               | 1       | 0       | 0       | 0       | 0       |
| 2011–12      | «Фінікс Койотс»                 | НХЛ          | 31               | 1                | 0                | 1                | 41               | 3       | 0       | 0       | 0       | 15      |
| 2012–13      | «Кардіфф Девілс»                | БЕЛ          | 11               | 6                | 15               | 21               | 8                | —       | —       | —       | —       | —       |
| 2012–13      | «Фінікс Койотс»                 | НХЛ          | 28               | 0                | 6                | 6                | 36               | —       | —       | —       | —       | —       |
| 2013–14      | «Фінікс Койотс»                 | НХЛ          | 39               | 2                | 6                | 8                | 53               | —       | —       | —       | —       | —       |
| 2014–15      | «Портленд Пайретс»              | АХЛ          | 8                | 0                | 0                | 0                | 0                | —       | —       | —       | —       | —       |
| 2014–15      | «Манчестер Монаркс»             | АХЛ          | 48               | 1                | 6                | 7                | 167              | 11      | 0       | 0       | 0       | 5       |
| 2015–16      | «Онтаріо Рейн»                  | АХЛ          | 35               | 2                | 1                | 3                | 51               | 13      | 1       | 1       | 2       | 17      |
| 2016–17      | «Онтаріо Рейн»                  | АХЛ          | 18               | 0                | 3                | 3                | 48               | —       | —       | —       | —       | —       |
| Усього в АХЛ | Усього в АХЛ                    | Усього в АХЛ | 270              | 16               | 27               | 43               | 653              | 50      | 1       | 4       | 5       | 46      |
| Усього в НХЛ | Усього в НХЛ                    | Усього в НХЛ | 202              | 7                | 15               | 22               | 340              | 4       | 0       | 0       | 0       | 15      |

### Збірна
| Рік              | Команда          | Турнір           | Місце            | І  | Г | П | О | ШХ |
| ---------------- | ---------------- | ---------------- | ---------------- | -- | - | - | - | -- |
| 2002             | Канада           | МІГЮ18           | 1                | 5  | 0 | 0 | 0 | 2  |
| 2003             | Канада           | ЮЧС18            | 1                | 7  | 0 | 1 | 1 | 0  |
| Юніорська збірна | Юніорська збірна | Юніорська збірна | Юніорська збірна | 12 | 0 | 1 | 1 | 2  |